# Kapung
Kapung is een bestuurslaag in het regentschap Grobogan van de provincie Midden-Java, Indonesië. Kapung telt 2255 inwoners (volkstelling 2010).